# Trbovlje
Trbovlje (IPA: [tərˈbɔːuljɛ]ⓘ, németül: Trifail IPA: [ˈtʁiːfael]) város és község Szlovénia Zasavska régiójában, történelmileg Alsó-Stájerországhoz tartozott. A Száva egy kisebb mellékfolyójának völgyében helyezkedik el. Szénbányáiról ismert. A bányászat 1804-ben kezdődött, majd 1849-ben a város bekapcsolódott az osztrák vasúthálózatba, ami további fejlődést eredményezett. A városban 99 év működés után zárt be a trbovljei hőerőmű, amely meghatározó a település városképe szempontjából: 360 méteres kéménye a legmagasabb Európában.   A helyi múzeum (Zasavski Muzej Trbovlje) a bányászat történetét mutatja be.
A városi templomot Szent Márton tiszteletére szentelték, és a Celjei egyházmegye alá tartozik. Az eredeti épület román stílusban épült, amiből a templomhajó egy része még megmaradt. A szentély gótikus stílusú, a kápolna és a harangtorony pedig barokk, ezeket a 19. században építették. A második templom Szent Miklósnak lett szentelve és a 18. században épült.
A Laibach szlovén zenekar Trbovljéból származik.
Trbovljében működik a Klub B egyetemista szervezet, mely különféle rendezvényeket, koncerteket szervez.

## Népesség
| Lakosok száma | 13 722 | 15 987 | 17 485 | 15 732 | 15 163 | 14 302 | 14 028 | 13 759 | 13 742 | 13 678 |
|               | 1948   | 1961   | 1991   | 2008   | 2011   | 2014   | 2016   | 2018   | 2021   | 2023   |